# David Smith (volleybollspelare)
David Michael Smith, född 15 maj 1985 i Panorama City i Kalifornien, är en amerikansk volleybollspelare. Smith blev olympisk bronsmedaljör i volleyboll vid sommarspelen 2016 i Rio de Janeiro.